# Václav Baštýř
Václav Baštýř (* 28. března 1962, České Budějovice) je český politik, v letech 2010–2013 poslanec Parlamentu ČR za Jihočeský kraj a člen ODS.

## Vzdělání, profese a rodina
V roce 1981 odmaturoval v oboru fytotechniky na Zemědělské a technické škole v Táboře. V letech 1983–1985 pracoval jako technik v Zemědělském družstvu Dynín. Mezi lety 1985–1991 působil v pozici oblastního a krajského technika a agronoma v podniku Lužan. V období 1991–2009 se živil jako soukromě hospodařící rolník. Roku 1994 získal titul inženýra v oboru fytotechniky na Zemědělské fakultě Jihočeské univerzity v Českých Budějovicích. V roce 1996 založil firmu GARANT “A“ s.r.o., kde působil do roku 2005 jako jednatel a společník. V roce 2004 se stal zakladatelem společnosti GARNEA a.s., kde vykonával do roku 2009 funkci ředitele a později předsedy představenstva. Od roku 2006 zasedá v představenstvu firmy Agro Podlužan, a.s. Dříve předsedal představenstvu Agrární komory.

## Politická kariéra
V letech 1994–2002 zasedal v zastupitelstvu Neplachova. Na přelomu let 2005 a 2006 založil místní sdružení ODS v Neplachově, do něhož podle časopisu Týden vstoupili obyvatelé ulice na jihočeském sídlišti Máj, příslušníci jediné romské rozvětvené rodiny, kteří ovšem o své politické angažovanosti neměli ani tušení, natož aby platili členské příspěvky. Neplachovské sdružení patřilo k několika českobudějovickým sdružením, kde členská základna v roce 2008 značně vzrostla a která na podzimním regionálním sněmu podpořila volbu nového šéfa jihočeské ODS (Martin Kuba) a nového obsazení regionální výkonné rady strany. Baštýř obvinění z kupování černých duší označil za absolutní nesmysl. Ve volbách 2010 byl zvolen do dolní komory českého parlamentu. Podle Deníku má blízké vazby na tzv. krajského kmotra Pavla Dlouhého.
Dne 13. května 2012 vyslovil zpravodajský server iDNES.cz podezření, že Baštýř skupoval se spekulativním úmyslem pozemky pod budoucí dálnicí D3.